# ヴィンセンス (戦闘スループ)
ヴィンセンス （USS Vincennes）は1826年就役、1865年退役のアメリカ海軍の700トンのボストン級戦闘スループ。現役中は太平洋の警備、南極調査、南北戦争中のメキシコ湾封鎖、等に従事した。ヴィンセンスの名前は、独立戦争中のヴィンセンスの戦いに由来する。ヴィンセンスは地球を一周した最初の米国軍艦であった。

## ブルックリン海軍工廠での建造
初代ヴィンセンスは、1825年3月3日に下院で10隻の建造が承認されたボストン級スループの1隻である。ブルックリン海軍工廠で1825年に起工、1826年4月27日に進水、1826年8月27日就役した。初代艦長はウィンリアム・ボルトン（William Compton Bolton ）中佐（Master Commandant）であった。

## 世界一周航海、1826年–1830年
1826年9月3日、ニューヨークを出港しホーン岬経由で太平洋に向かった。1929年にはハワイ諸島を訪れ、1830年にはマカオに寄港した。その後フィリピン、インド洋、喜望峰を経由して帰国した。当時の艦長であったチャールズ・スチュワート（Charles Samuel Stewart）は、この世界一周航海に関する本を出版している。ヴィンセンスがニューヨークに戻ったのは1830年の6月8日であり、およそ4年をかけての世界一周であった。2日後にヴィンセンスは任務を解かれた。

## 西インド諸島、1831年–1832年
修理を完了したヴィンセンスは、1831年から1832年にかけて、西インド諸島とメキシコ湾で任務に着いた。黄熱病との長い戦いの後、ヴィンセンスは任務を離れた。

## グアムおよび2回目の地球一周、1833年–1836年
1833年には再び太平洋に向かう。ヴィンセンスはグアムを訪れた最初の米国軍艦となった。再び地球を一周し、1836年6月に米国東海岸に戻った。

## ウィルクス調査探検隊の支援、1838年–1842年

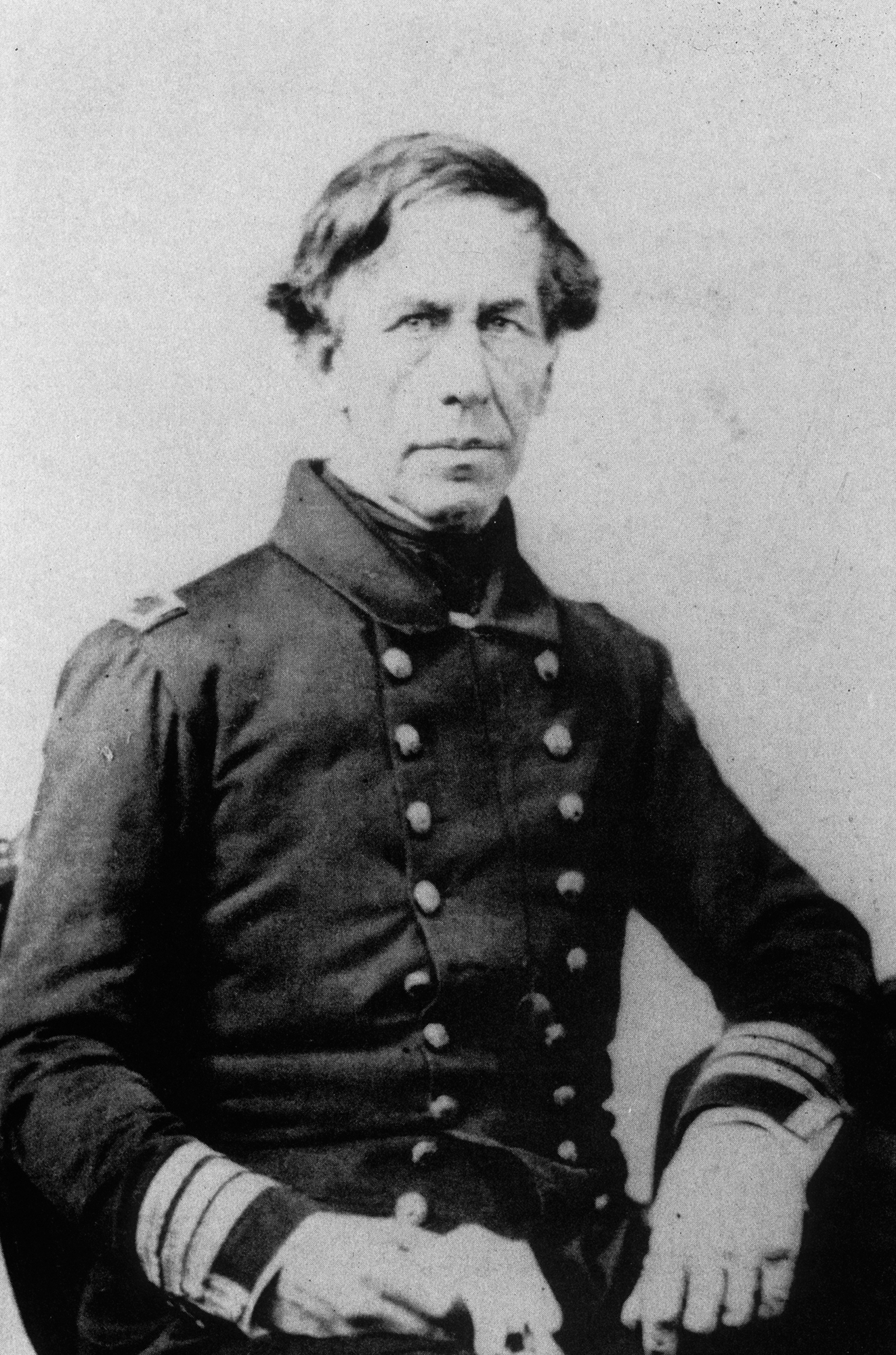
チャールズ・ウィルクス

1836年に任務を離れた後、ヴィンセンスは軽甲板を増設するという改造を加えられ、南極に向かう米国調査隊（United States Exploring Expedition）の旗艦となった。チャールズ・ウィルクス大尉に率いられ、調査隊は1838年8月にハンプトン・ローズを出港、南アメリカ沿岸に沿って調査を続けながら南下し、1839年には短期間南極を調査した。1839年の8月および9月には南太平洋に入ったが、その際にヴィンセンスの地図作成者が作った地図は現在でも使用されている。
その年の残りを南米西岸と南太平洋の調査に費やし、1839年の暮れにシドニーに入港し、ここを南極探検の母港とした。1840年の1月中旬から2月中旬にかけて、南極大陸の沿岸を調査。ヴィンセンスが航海した沿岸部は、今日ウィルクスランドと呼ばれているが、その名は1841年に初めに地図に記載されたものである。
さらに、南太平洋の島々、ハワイ、コロンビア川、ピュージェット湾、カリフォルニア、ウェーク島、フィリピン諸島、南アフリカを調査し、1842年6月に3度目の地球一周を終え、ニューヨークに戻った。

## 西インドおよびメキシコ、1842年–1844年
ヴィンセンスは続いてフランクリン・ブキャナン中佐を艦長に迎え、本国艦隊（Home Squadron）に所属した。ブキャナンは後にアナポリス海軍兵学校最高責任者となる屈指の士官であった。1844年、ヴィンセンスは西インド諸島およびメキシコ沿岸を航行した。この間に特筆するような事件はなかったが、テキサス沿岸で座礁した英国のブリッグを2隻救出している。この行為に対し、英国政府から感謝状が送られた。また、ブキャナンはメキシコからテキサス共和国に対する新たな侵略行為を防止するよう命令されていた。幸いなことに、そのような事態は発生せず、ヴィンセンスは8月15日にハンプトンローズに戻った。

## 極東、1845年
1845年6月4日、ヴィンセンスはハイラム・ポールディング（Hiram Paulding）大佐を艦長と私、極東へ向かって出港した。僚艦は戦列艦コロンバスであり、この小艦体をジェームズ・ビドル代将が指揮した。ビドルは、国務長官のジョン・カルフーンから公使として清に滞在していたケイレブ・クッシングに対し、日本との外交折衝を開始する旨の指令書を持っていた。
艦隊はリオデジャネイロから喜望峰を経てマカオに向かった。ビドル代将は無事マカオに到着したが、クッシングはすでに帰国した後だった。また、かれの後任であるアレクサンダー・エバレット（Alexander H. Everett）は、日本への航海に耐えうる健康状態では無かった。このため、ビドルは自身で日本との交渉を行うことを決意した。

## 日本、1846年

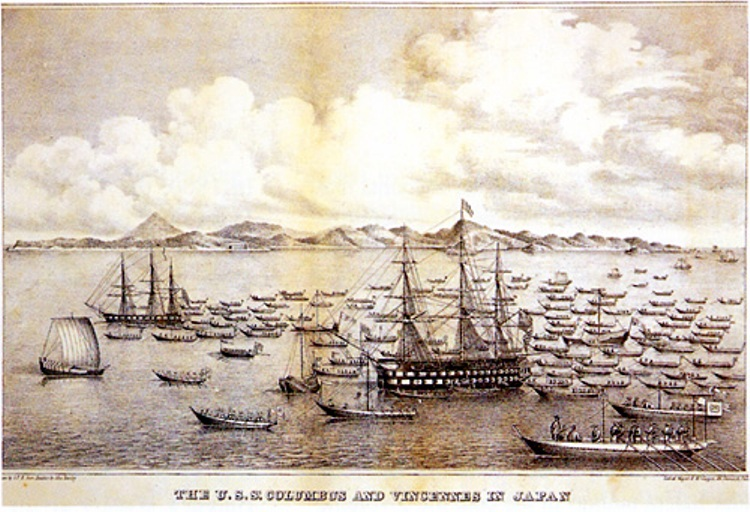
浦賀におけるコロンバスとヴィンセンス

1846年7月7日ヴィンセンスとコロンバスは日本に向かってマカオを出港し、7月19日に浦賀に入港した。直ちに日本の船が両艦を取り囲み、上陸は許されなかった。ビドルらは丁寧に対応されたものの、日本を開国の交渉は断られた。7月29日、両艦は浦賀を出港、コロンバスは米国に戻ったが、ヴィンセンスはさらに1年中国水域に留まり、1847年4月1日にニューヨークに戻った。9日に任務を解かれ、乾ドックに入った。

## 1849年–1852年
1849年11月12日、ヴィンセンスは再就役し、丁度1ヶ月後にニューヨークを出港、ホーン岬経由で南米西海岸に向かった。1850年7月2日、エクアドルのグアヤキルに停泊中、エクアドル革命軍のエリザルデ将軍を3日間かくまった。サンフランシスコでは、カリフォルニア・ゴールドラッシュのため36人の乗員が退艦した。再び南に向かい、1851年暮れまで南米にあり、沿岸部での革命活動を監視した。
その年の終わり、ヴィンセンスはハワイ王国を親善訪問した。そこから米国西海岸に向かい、1852年2月2日にピューゼット湾に到着した。しばらくそこに停泊した後、サンフランシスコ、ホーン岬を経由して9月21日にニューヨークに到着、24日に任務を解かれた。

## 二度目の調査探検、1853年–1856年
1853年3月21日、再び任務につき、5月13日、ノーフォークにおいて、リングゴールド（Cadwalader Ringgold）中佐の率いる調査探検隊の旗艦となった。今回の調査先は中国水域、北太平洋、ベーリング海峡であった。リングゴールド中佐はウィルクス探検隊にも参加したベテランであった。艦隊はヴィンセンス、フェニモア・クーパーなど5隻で構成されており、1853年6月11日ノーフォークを出港、インド洋の数多くの島や浅瀬を地図に記載した後、中国には1854年3月に到着した。そこで病気となったリングゴールドに代わり、マシュー・ペリー代将は調査隊の指揮権をジョン・ロジャース（John Rodgers）大尉に与えた。
ヴィンセンスは小笠原諸島、マリアナ諸島を調査し1855年2月に香港に戻った。3月に調査隊は再び出港、琉球諸島や千島列島の島々を調査した。ヴィンセンスはペトロパブロフスクで艦隊の他の艦艇と別れ、ベーリング海峡を突破し、ウランゲリ島を目指し北西に進んだが、流氷のため島には到着できなかった。しかし、これまでのいかなる艦船よりもウランゲリ島に塚づいた。10月初めサンフランシスコに戻り、ホーン岬を経由して1856年7月13日ニューヨークに到着し、4回目の地球一周を終えた。

## アフリカ艦隊、1857年–1860年
1857年から1860年にかけ、ヴィンセンスはアフリカ艦隊（ African Squadron ）で任務に着いた。

## 南北戦争

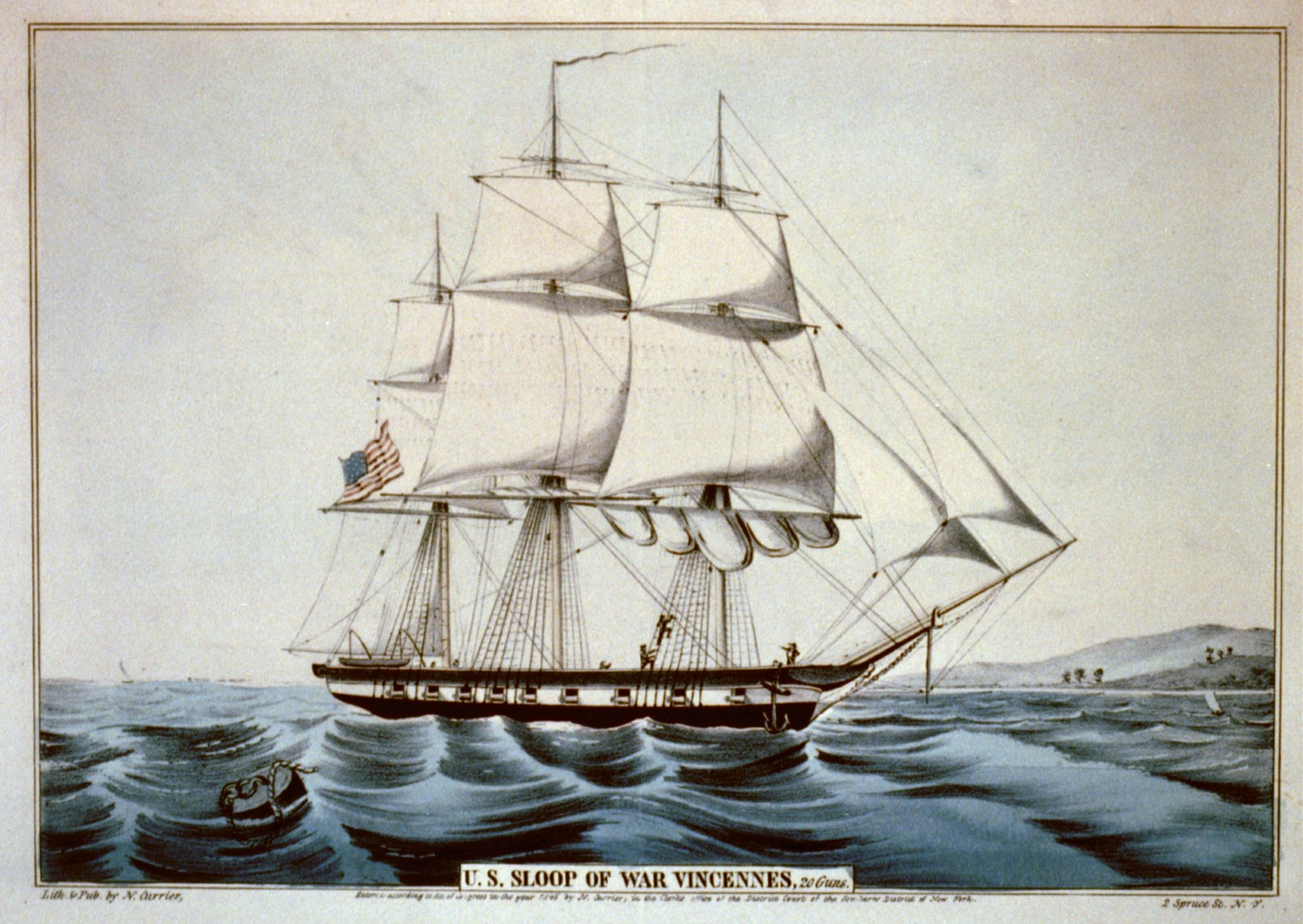
A colored lithograph of the USS Vincennes

1861年4月に南北戦争の勃発に伴い、ヴィンセンスは6月28日に再就役し、メキシコ湾封鎖の任務が与えられた。9月3日、フロリダのピケンズ砦（Fort Pickens）沖に到着し、ミシシッピ川河口の占領作戦を支援し、封鎖を続けるようするように命令された。北軍の封鎖は順調に続けられていたが、1861年10月12日、南部海軍の衝角艦マナッサス（CSS Manassas）と2隻の武装蒸気船アイビー（CSS IVY）とジェームズ・L・デイ（CSS James L. Day）がリッチモンド（USS Richmond）とヴィンセンスを座礁させることで封鎖の突破を試みた。ヴィンセンスは南軍による拿捕を避けるために、自爆するように命令された。乗組員が脱出できるように、火薬庫にゆっくり燃える導火線がしかけられた。が、火薬庫の爆破は失敗し、南軍の艦艇が午後早く引き上げた後に、ヴィンセンスは再浮上した。
南軍の攻撃を受けた後も、ヴィンセンスはミシシッピ川の封鎖を続け、コーヒーを満載して封鎖を突破しようとした英国のバークを11月27日に拿捕した。1862年3月4日には、プロリダのペンサコーラに向かい、ミシシッピと交代するよう命令を受け、そこで6ヶ月間ペンサコーラとアラバマのモービルの間を往復しつつ哨戒及び偵察任務についた。10月4日、ヴィンセンスはシップアイランド（Ship Island）沖で封鎖任務につくように命令された。ヴィンセンスと僚艦クリフトン（USS Clifton）は1863年7月18日に艀を拿捕した。12月24日にも食料を積んだ2隻のボートを拿捕した。

## 戦争の終了と退役
ヴィンセンスは戦争の期間中シップアイランド沖に留まり、戦争終了後の1865年8月28日、ボストン海軍工廠でドック入りし待機状態となった。1867年10月5日に競売にかけられ、約$5,000で落札され、海軍での現役生活を終えた。